# Adventkirken Ebenezer
Adventkirken Ebenezer, Suomisvej 5 (tidl. Margrethevej) på Frederiksberg, er en kirke, der tilhører Syvende Dags Adventistkirken. Bygningen huser menighederne Adventistkirken København og Cafékirken.
Bygningen, i røde mursten, 3 etager og i historicistisk stil, er opført 1895-96 for ca. 75.000 kr (1900-kroner) ved arkitekt D.W. Leerbeck og indeholder bl.a. en stor og en mindre sal,  nogle lejligheder, tidligere også skole og forlag. Kirkesalen er i 2000'erne renoveret med nyt interiør og caféborde.